# 長崎 (豐島區)
長崎（日语：／ Nagasaki */?）是東京都豐島區的町名。現行行政地名為長崎一丁目至長崎六丁目。

## 地理
位於神田川北方台地上，為西武池袋線椎名町站至東長崎站的住宅區與商業區。鄰接豐島區千早、西池袋、目白、南長崎、練馬區旭丘。

## 歷史
1939年成立。是發生帝銀事件的舊帝國銀行椎名町支店所在地。

### 地名由來
本地在古時是鎌倉時代執權北條氏的御內人長崎氏領地而得名。

## 交通

### 鐵道
- 椎名町站、東長崎站（西武池袋線）

### 巴士
- 椎名町站北口（國際興業巴士（日语：国際興業バス），關東巴士）
  - 池11系統 - 往池袋站西口，往中野站北口（中野太陽廣場前）
- 長崎第二豐壽園前、長崎六丁目
  - 池07系統 - 往池袋站西口，往江古田二又

### 道路
- 東京都道317號環狀六號線（山手通）
- 首都高速中央環狀新宿線（西池袋出入口）
- 東京都道439號椎名町上石神井線（日语：東京都道439号椎名町上石神井線）（千川通（日语：千川通り））

## 設施

### 長崎一丁目
- 西武池袋線椎名町站
- 西池袋出入口（首都高速中央環狀新宿線）
- 豐島長崎一郵便局
- 八千代銀行（日语：八千代銀行）椎名町支店
- 興產信用金庫（日语：興産信用金庫）城西支店
- 巢鴨信用金庫（日语：巣鴨信用金庫）椎名町支店
- 教育藝術社（日语：教育芸術社）
- 觀昭會館
- 長崎神社（舊稱十羅刹女社）鎮守
- 金剛院（日语：金剛院 (豊島区)）
- 八幡神社
- 並木幼稚園
- 聖派翠克（聖パトリック）幼稚園
- 牛角（日语：レインズインターナショナル）椎名町店
- 7-Eleven豐島長崎１丁目店
- FamilyMart丸萬椎名町站前店

### 長崎二丁目
- 豐島區立長崎小學校
- SUMMIT STORE椎名町店
- 松本清椎名町店

### 長崎三丁目
- 長崎健康相談所
- 豐島區立長崎保育園
- 東京消防廳池袋消防署長崎出張所
- 一音會（日语：一音会）

### 長崎四丁目
- 西武池袋線東長崎站
- 豐島長崎郵便局
- 城北信用金庫（日语：城北信用金庫）長崎支店
- 長崎第一區民集會室
- 長崎十字會（日语：長崎十字会）（商店街）
- TSUTAYA東長崎店
- 愛之家保育園
- 椎之實（しいの実）保育園
- 長崎幼稚園

### 長崎五丁目
- 豐島區立明豐中學校
- 株式會社CAR MATE（日语：カーメイト）本社
- 東長崎東急Store（日语：東急ストア）
- FamilyMart西武東長崎駅前店

### 長崎六丁目
- 豐島區立櫻（さくら）小學校
- 豐島長崎六郵便局
- 長崎第四區民集會室
- 區民廣場（ひろば）櫻（さくら）第二

## 備註
1. ↑  住民基本台帳による年齢別人口（平成26年7月1日現在） 的存檔，存档日期2014-12-08.

## 外部連結
- 椎名町.COM （页面存档备份，存于）
- 東京都豐島區町會連合會